# بولير
بولير أس إي هي شركة نقل فرنسية مقرها في بوتو ، في الضواحي الغربية لباريس ، فرنسا . الشركة ، وهي شركة ورق - طاقة - مزارع - تشكل تكتل لوجستي ، توظف 36500 شخص حول العالم.
في عام 2004 ، صنفت المجموعة ضمن أفضل 200 شركة أوروبية. الشركة مدرجة في بورصة يورونكست في باريس ، لكن عائلة بولير تحتفظ بأغلبية السيطرة على الشركة من خلال هيكل شركة قابضة معقد وغير مباشر. 
يقود الشركة فينسينت بولوريه .
في ديسمبر 2021 ، بعد رفض التعليق على شائعات السوق التي أعلنت عن نيتها بيع شركة النقل والخدمات اللوجستية التابعة لها في إفريقيا ، Bolloré Africa Logistics (BAL) ، أعلنت مجموعة Bolloré أنها تلقت عرضًا من شركة Swiss MSC العملاقة لهذه الشركة التابعة في أفريقيا.

## روابط خارجية
- مجموعة Bolloré
- Bolloré اللوجستية
- Bolloré Africa Logistics نسخة محفوظة 2016-05-26 على موقع واي باك مشين.